# Jean-Jacques Marie
Jean-Jacques Marie   (Pont-Écrepin, 10 de maig de 1937) és un historiador francès. Gran coneixedor de la Unió Soviètica, ha escrit biografies sobre Ióssif Stalin, Lenin i Lev Trotski.

## Biografia
Jean-Jacques Marie és llicenciat en cultura clàssica, història i en rus per l'Institut Nacional de Llengües i Civilitzacions Orientals el 1961.
Membre de jove de la Secció Francesa de la Internacional Obrera, es va oposar a la Guerra d'Algèria juntament amb el conegut militant d'extrema esquerra Marceau Pivert, el qual seria el seu mentor fins a la seva mort. Militant trotskista des d'aquella data, va ser membre de l'Organització Comunista Internacionalista de 1965 a 1981, i després del Parti communiste internationaliste (lambertiste) de 1981 a 1991. Des de 1992 és membre del Parti des travailleurs, més endavant del Parti ouvrier indépendant i del Parti ouvrier indépendant démocratique.
És col·laborador de les revistes L'Histoire i La Quinzaine littéraire.

## Obra publicada
- Présentation et annotation de Que faire ?, de Lénine, Paris, Seuil, coll. « L'Histoire immédiate », 1966
- Staline, Paris, Seuil, coll. « L'Histoire immédiate », 1967, 307 p.
- Les Paroles qui ébranlèrent le monde. Anthologie bolchevique (1917-1924), Paris, Seuil, coll. « L'Histoire immédiate », 1968, 362 p.
- Les Bolcheviques par eux-mêmes, en collaboration avec Georges Haupt, Paris, éditions François Maspero, 1969
- Le Trotskisme, Paris, Flammarion, 1970, 144 p.
- Trotsky et la Quatrième Internationale, Paris, PUF, coll. « Que sais-je ? », 1980, 127 p.
- Le Goulag, Paris, PUF, coll. « Que sais-je ? », 1989, 127 p.
- 1953, les derniers complots de Staline (en francès). éditions Complexe, 1993, p. 253 (La mémoire du siècle). ISBN 2-87027-475-0.
- Les Peuples déportés d'Union soviétique, Bruxelles, éditions Complexe, 1995, 201 p.
- Trotsky, Paris, éditions Autrement, 1998, 228 p. ISBN 2-86260-833-5
- Staline, Paris, Fayard, 2003, 994 p. ISBN 2-213-60897-0
- Lénine, Paris, Balland, 2004, 503 p. ISBN 2-7158-1488-7
- Le Trotskysme et les trotskystes, Armand Colin, coll. « Histoire au présent », 2004, 223 p. ISBN 2-200-26246-9
- Cronstadt, Paris, Fayard, 2005, 481 p. ISBN 2-213-62605-7
- La Guerre civile russe, 1917-1922. Armées paysannes, rouges, blanches et vertes, Paris, éditions Autrement, coll. « Mémoires », 2005, 276 p. ISBN 2746706245
- Trotsky : Révolutionnaire sans frontières, Paris, Payot, coll. « Biographie Payot », 2006, 621 p. ISBN 2-228-900-38-9
- Voyager avec Karl Marx — Le Christophe Colomb du Capital, La Quinzaine littéraire/Louis Vuitton, 2006, 320 p. ISBN 9782910491208
- Le Dimanche rouge, Larousse, mai 2008 ISBN 978-2-03-583348-8
- L'Antisémitisme en Russie, de Catherine II à Poutine (en francès). éditions Tallandier, 2009, p. 447. ISBN 978-2-84734-298-7.
- Khrouchtchev : la réforme impossible, Payot, 2010 ISBN 2-228-90507-0
- Lénine : la révolution permanente, Payot, 2011 ISBN 978-2-228-90689-0
- Beria : le bourreau politique de Staline, Tallandier, 2013 ISBN 9791021002944
- Rapport sur le culte de la personnalité et ses conséquences, présenté au XXe congrès du Parti communiste d'Union soviétique, dit « Le rapport Khrouchtchev », traduction et présentation, éditions du Seuil, 2015 ISBN 978-2021170542
- La Guerre des Russes blancs. 1917-1920, Tallandier, 2017, 524 p.
- Les Femmes dans la révolution russe, Seuil, 2017, 384 p.
- Vivre dans la Russie de Lénine, 2020, 382 p.
- Des gamins contre Staline, Seuil, 2022, 304 p. ISBN 9782021490404